# Phelsuma gigas
El geco diurno gigante de Rodrigues (Phelsuma gigas) es una especie extinta de reptil de la familia Gekkonidae. Vivía en la isla Rodrigues y en las islas circundantes y típicamente habitaba en los árboles. Se alimentaba de insectos y néctar y, a diferencia de la mayoría de las otras especies del género, era aparentemente de hábitos nocturnos.

## Descripción

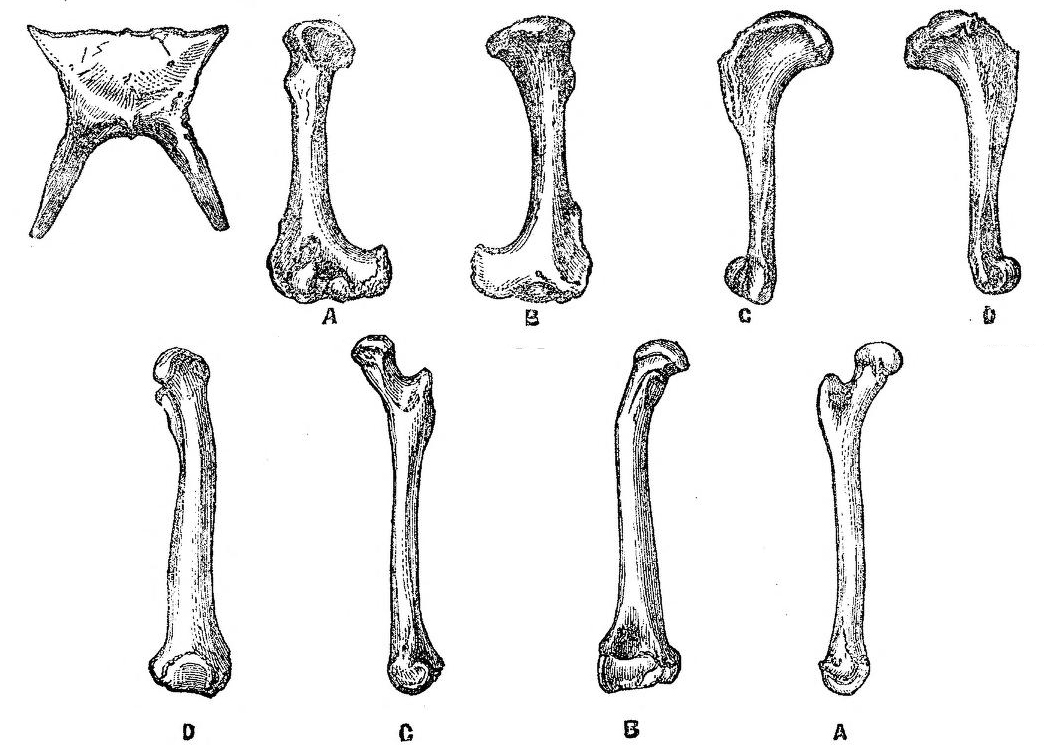
Huesos

Phelsuma gigas fue la especie de gecko más grande conocido. Alcanzaba una longitud total de unos 40 centímetros. El color del cuerpo era grisáceo o marrón grisáceo. En el dorso tenía manchas negras irregulares. La cola era a rayas, de color gris carbón o gris oscuro. La lengua tenía un color rosado y la parte ventral del cuerpo era de color amarillo claro. Los especímenes originales que se usaron para describir esta especie se han perdido. Hoy en día, sólo quedan unas pocas porciones de algunos esqueletos.

## Comportamiento
Leguat describió la especie de la siguiente manera:

Hay otro tipo de lagarto nocturno de color grisáceo, y (muy) feo; son tan grandes y tan largos como un brazo, su carne no está mala, les encanta (estar en) plantanes (Latania)

## Hábitat y distribución
Esta especie habitaba en Rodrigues y las islas circundantes. P. gigas fue recolectado por última vez en 1842 en el islote de Ile aux Fregates. P. gigas era un lagarto arbóreo que vivía en los árboles de los bosques de Rodrigues. P. gigas se extinguió debido a la deforestación causada por el hombre y la depredación por gatos y ratas que fueron introducidos en su hábitat.